# Expeditie van Badr al-Maw'id
De Expeditie van Badr al-Maw'id vond plaats in sha'aban 4 AH (januari 626).
Een jaar na de Slag bij Uhud was het tijd dat de twee partijen, de moslims en Qoeraisj, de degens zouden kruisen om te bepalen welke partij het waard was om te overleven. Het leger van de Qoeraisj vluchtte voordat de strijd begon. Met deze expeditie wisten de moslims hun militaire reputatie te herstellen die was gekrenkt na de Slag bij Uhud.
Mohammed vertrok naar Badr met 1500 voetvolk en 10 ruiters. Ali ibn Aboe Talib was de standaarddrager. Abdullah bin Rawahah had de leiding over Medina terwijl Mohammed weg was. Bij Badr aangekomen wachtte Mohammed totdat de Qoeraisj zou komen. Aboe Sufyans leger bestond uit 2000 voetvolk en 50 ruiters. Ze bereikten Mijannah, een drinkplaats op een aantal mijl afstand van Mekka. Aboe Sufyan was erg bang voor de consequenties van het gevecht dat zou gaan beginnen. Hij zei dat hij zou terugkeren en hij probeerde zijn leger te ontmoedigen van het vechten met de moslims. Het leger besloot met Aboe Sufyan terug te keren naar Mekka. De moslims wachtten acht dagen in Badr. Ze verkochten goederen en kregen hiervoor het dubbele van de prijs.
Soera Het Geslacht van Imraan 173 zou zijn geopenbaard naar aanleiding van deze gebeurtenis.